# Rio Grinţieşu Mare
O Rio Grinţieşu Mare é um rio da Romênia, afluente do Bistricioara, localizado no distrito de Neamţ.